# Tim Thornton

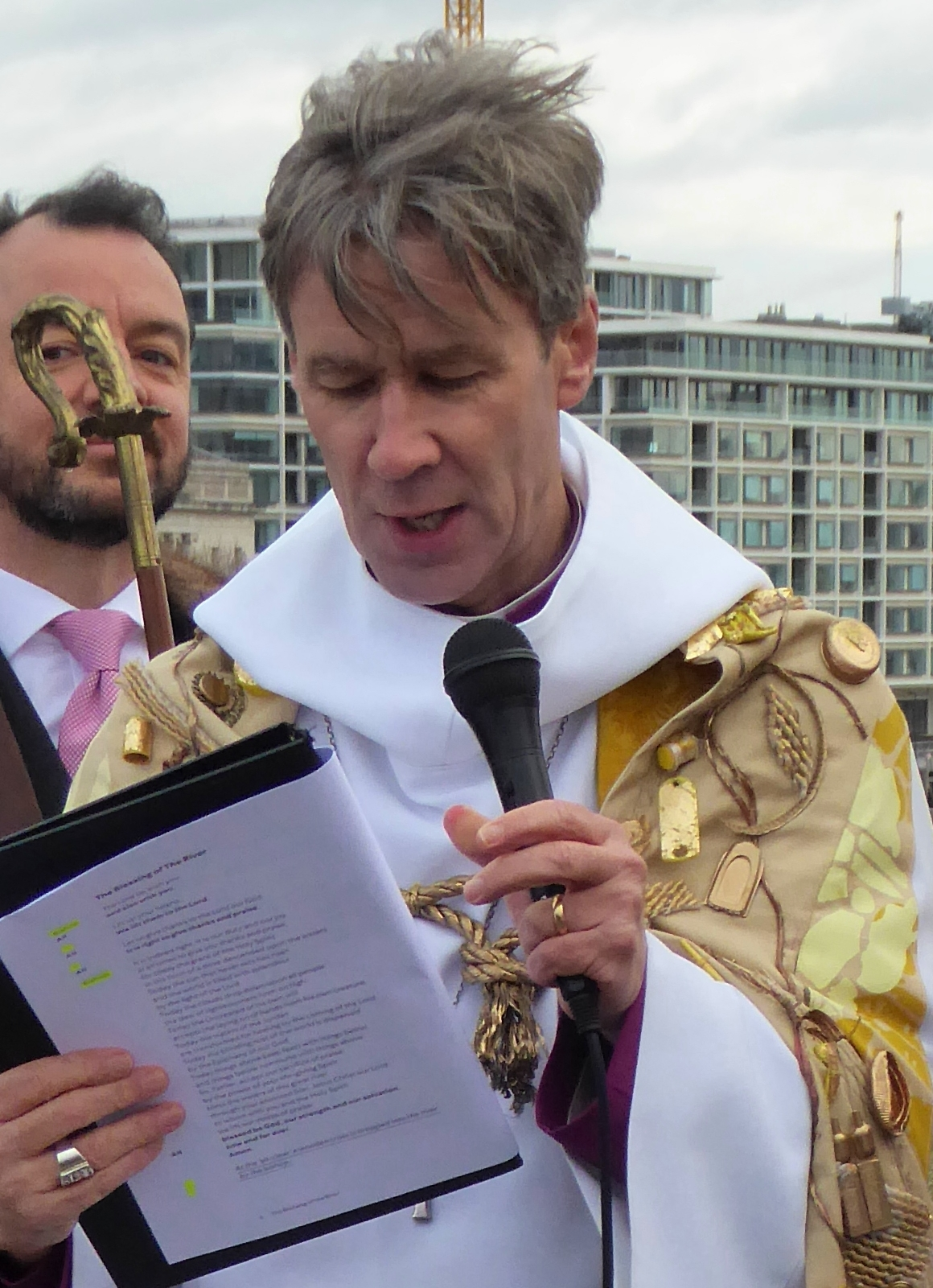
Tim Thornton, 2019

Timothy Martin „Tim“ Thornton (* 14. April 1957) ist ein britischer anglikanischer Theologe. Er war von 2008 bis 2017 Bischof der Diözese Truro in der Church of England und anschließend bis 2021 Bishop to the Forces, Bishop at Lambeth und Bischof des Parish of the Falkland Islands.

## Leben
Thornton wuchs als Sohn eines Pfarrers in Plymouth auf. Er besuchte die Devonport High School for Boys in Plymouth in der Grafschaft Devon. Thornton studierte Theologie an der University of Southampton und schloss dort mit einem Honours Degree im Fach Theologie ab. Zur Vorbereitung auf das Priesteramt besuchte er das St Stephen’s House Theological College in Oxford.
1980 wurde er in der Kathedrale von Wakefield zum Diakon geweiht, 1981 erfolgte die Priesterweihe. 1981 wurde er Pfarrvikar in Todmorden in der Diözese Wakefield. 1982 wurde er Pfarradministrator (Priest in Charge) an der St Peter’s Parish Church in Walsden, ebenfalls in der Diözese Wakefield. Dieses Kirchenamt hatte er bis 1985 inne. Von 1985 bis 1987 war er als Universitätskaplan an der Cardiff University in der Diözese von Llandaff in Wales tätig. 1987 rief ihn der damalige Bischof von Wakefield, David Hope, zurück nach Wakefield und übertrug ihm die Stelle seines Privatkaplans.
1988 wurde Thornton Diözesandirektor in Wakefield. Er war dort für die Auswahl und die Ausbildung der Priesteramtskandidaten zuständig. Von 1991 bis 1994 war er weiterhin Privatkaplan von David Hope, nachdem dieser zum Bischof von London berufen worden war.
1994 wurde Thornton Rektor des North Thames Ministerial Training Course in London, wo er neben der Ausbildung der Priesteramtskandidaten auch für die Entwicklung und Einführung eines neuen Lehrplans für die Priesterausbildung zuständig war. Neben seiner Lehrtätigkeit legte Thornton am King’s College London seinen Master of Arts im Fach Kirchengeschichte ab.
1998 wurde er Pfarrer an der St Mary Abbots Church in Kensington. 2001 wurde Thornton in der Southwark Cathedral in London zum Bischof geweiht. 2001 wurde er zum Suffraganbischof von Sherborne ernannt. Als Regionalbischof in der Diözese Salisbury war Thornton für die Grafschaft Dorset zuständig und hatte die Aufgabe, die Seelsorge sowohl in den Landgemeinden als auch in den Tourismusgebieten um Bournemouth, Weymouth und Poole zu organisieren. Ein wichtiges Anliegen war ihm in dieser Zeit, Verbindungen zwischen Kirche und Universität zu schaffen. Er war Mitglied im Verwaltungsrat der Bournemouth University. Er war außerdem Schirmherr des Children’s Hospice, eines Hospizes für unheilbar kranke Kinder, in Poole. 2007 wurde Thornton zum Deputy Lord Lieutenant der Grafschaft Dorset ernannt.
2008 wurde Thornton zum 15. Bischof von Truro ernannt. Die offizielle Amtseinführung fand am 7. März 2009 mit einem Willkommensgottesdienst in der Kathedrale von Truro statt.
Im April 2017 wurde bekanntgegeben, dass Thornton sein Amt aufgeben werde, um überdiözesane Aufgaben zu übernehmen. Als Bishop at Lambeth unterstützte er den Erzbischof von Canterbury. Zugleich amtierte er als Bishop to the Forces und als Bischof des Parish of the Falkland Islands. Im September 2021 trat er in den Ruhestand.

## Wirken in der Öffentlichkeit
Thornton gilt als weltoffener, erfahrener und sensibler Kirchenmann und erstklassiger Vermittler unterschiedlicher Standpunkte. Thornton sieht die Zukunft der Kirche insgesamt positiv. Nach seiner Auffassung könne das Evangelium allen Menschen vermittelt werden. Die Kirche müsse hinausgehen in die Welt und den Glauben lehren.
Weitere religiöse Interessenschwerpunkte Thorntons sind der interreligiöse Dialog und die Zusammenarbeit mit der Anglikanischen Kirche in Afrika, insbesondere mit der Episcopal Church of Sudan. Gemeinsam mit der Vertretern der Methodistischen Kirche organisierte er außerdem Wallfahrten in der Diözese von Salisbury.
Als Schwerpunkt seiner, möglicherweise auch irgendwann auf ihn zukommenden Tätigkeit im House of Lords, nannte Thornton anlässlich seiner Ernennung zum Bischof von Truro insbesondere den persönlichen Einsatz für die Grafschaft Cornwall und die Vertretung der Interessen der Grafschaft im Parlament.
Thornton gehörte am 7. Oktober 2008 zu den Unterzeichnern einer Erklärung, die zum Schutz von Kindern vor seelischer und körperlicher Gewalt aufrief.
Anlässlich der im Juni 2009 in Großbritannien anstehenden Kommunalwahlen, forderten Thornton und Michael Langrish, der Bischof von Exeter, im Mai 2009 die Bürger dazu auf, trotz ihrer allgemeinen politischen Unzufriedenheit und trotz aktueller Politskandale von ihrem Wahlrecht Gebrauch zu machen. Im Vorfeld der Wahlen waren mehrere hochrangige britische Politiker und Regierungsmitglieder wegen unklarer Spesenabrechnungen massiv in die öffentliche Kritik geraten.
Anlässlich der in Truro stattfinden Diözesansynode betonte Thornton die Verantwortung der Kirche für den Schutz der Umwelt. Die Kirche müsse eine führende Rolle einnehmen, um Gottes Schöpfung zu erhalten. Auch der Mensch müsse seine individuelle Verantwortung begreifen und annehmen.
Thornton gilt als Gegner gleichgeschlechtlicher Ehen.

## Mitgliedschaft im House of Lords
Thornton gehört seit 31. Januar 2013 als Geistlicher Lord dem House of Lords offiziell an. Im House of Lords tritt er die Nachfolge von Nigel McCulloch, dem Bischof von Manchester, an, der Mitte Januar 2013 in Ruhestand ging. Am 22. April 2013 wurde er im House of Lords offiziell eingeführt und legte den Amtseid ab.

## Privates
Thornton ist mit Sian Thornton verheiratet, die als Lehrerin und Schulleiterin arbeitet. Er ist Vater von zwei erwachsenen Kindern, einem Sohn und einer Tochter. Zu seinen Freizeitaktivitäten zählt Thornton Rugby, Cricket, das Lesen von Romanen und Büchern über Kirchengeschichte, sowie Sport und Fitness.